# Limbobotys
Limbobotys és un gènere d'arnes de la família Crambidae.

## Taxonomia
- Limbobotys acanthi Zhang & Li, 2013
- Limbobotys foochowensis Munroe & Mutuura, 1970
- Limbobotys hainanensis Munroe & Mutuura, 1970
- Limbobotys limbolalis (Moore, 1877)
- Limbobotys ptyophora (Hampson, 1896)